# Sauce (Uruguay)
Sauce è un comune dell'Uruguay, situato nel Dipartimento di Canelones.